# Ton de Kruyf
Ton de Kruyf (Ton de Kruijf) (Leerdam, 3 oktober 1937 - Amsterdam, 1 februari 2012) was een Nederlands componist.

## Loopbaan
Hij was de zoon van slager De Kruijf en A.G. van Meeteren aan de Hoogstraat te Leerdam. Zijn ouders hadden weinig op met de muziekstudie. Als jongen was hij al met muziek bezig en speelde hij trombone bij de Leerdammer fanfare Kunstliefde & Vriendschap, hoewel hij viool- en pianolessen volgde. Als vijftienjarige componeerde hij voor die fanfare het stuk Mozes op de berg, dat het bestuur godslasterlijk vond. In zijn boosheid en teleurstelling verscheurde hij het werk.
Hij nam deel aan compositiecursussen in Darmstadt en Donaueschingen, waar hij lessen volgde bij Pierre Boulez en Karlheinz Stockhausen en het werk leerde kennen van Bruno Maderna, Franco Donatoni en György Ligeti. Ook studeerde hij compositie bij Wolfgang Fortner in Heidelberg en nam hij deel aan de Internationale Gaudeamus Muziekweken in Bilthoven.
Rond 1995 was er in Leerdam een naar hem genoemde stichting actief ter promotie van kamermuziekconcerten.
De Kruyf was enige tijd getrouwd met zangeres Ileana Melita. Na de echtscheiding bleven de twee bevriend.
Ton de Kruyf overleed op 1 februari 2012 onverwacht op 74-jarige leeftijd. Op vrijdag 10 februari vond op begraafplaats De Nieuwe Ooster te Amsterdam onder grote belangstelling een herdenkingsdienst plaats.

## Werk
De Kruyf schreef voornamelijk atonale composities met lyrische ondertoon. Hij schreef veelal in opdracht. Zijn omvangrijke oeuvre vertoont enige nadruk op het vocale: liederen, koorwerken, opera's, veelal in twaalftoonstechnieken geschreven, maar ook instrumentale werken. Veel van zijn werk werd, vanaf Töne aus der Ferne (1967), uitgevoerd tijdens de festivals van de International Society for Contemporary Music (ISCM) in Madrid, Praag, Hamburg en Boston.
Hij componeerde de opera Spinoza op een libretto van Dimitri Frenkel Frank. Het ging in première op 15 juni 1971 tijdens de opening van het Holland Festival in het Circustheater te Scheveningen. In deze opera zette De Kruyf de schilder Rembrandt (vertolkt door Bert Bijnen) neer als tegenhanger van de filosoof Spinoza (vertolkt door Meinard Kraak). De eerste ontvlucht de werkelijkheid in een droomwereld, de tweede gaat de strijd aan met de domheid en slechtheid van de wereld.
De opera werd uitgezonden door de AVRO-radio. Korte tijd na de première werd de opslagplaats waar de rekwisieten, de kostuums en de decorstukken werden bewaard door brand verwoest. Hierdoor vond een heropvoering nooit plaats. Het stuk kreeg wisselende recensies. 
Hij wendde zich op latere leeftijd tot traditionelere muziek. In een interview zei Ton de Kruyf over zijn componeerstijl: "In de loop der jaren verschuif je je stijl. Ik schrijf nu lyrischer, romantischer en eenvoudiger" [...] "Maar de seriële muziek is volkomen vastgelopen. Ik heb jaren strijd gevoerd met genadeloze muziek en nu krijg ik toch langzamerhand een hang naar traditie".

## Prijzen
- 1968: ANV-Visser Neerlandiaprijs voor De blinde zwemmers voor jeugdkoor en ensemble op tekst van Bert Schierbeek.
- 1972: Fonteyn-Tuynhoutprijs voor Séance (1969) voor slagwerkensemble, gecomponeerd in opdracht van Jeugd en Muziek.

## Werklijst
- Himalaya Symphony, balletmuziek
- Sonate voor cello en piano
- Cantigas voor bariton en cello-octet
- Fluitconcert
- Canto di Speranza voor viool en orkest
- Einst dem Grau der Nacht enttauscht (1964) voor mezzosopraan en ensemble op tekst van Paul Klee.[4]
- De blinde zwemmers (1966) voor jeugdkoor en ensemble op tekst van Bert Schierbeek
- Töne aus der Ferne (1967)
- Sinfonia II (1969)
- Séance (1969)
- Spinoza, opera (1971)
- Quauhquauhtinchan in den vreemde (1972), radiofonische opera op tekst van Harry Mulisch)[5]
- Ode to the west wind (1978)
- Since, on a quiet night (1980), radiofonische opera
- Canti e capricci (1984)
- Canti e capricci (1984), concert voor cello en kamerorkest, voor het Nederlands Kamer Orkest
- Anna Viola voor altvioolsolo (1997)
- Lesbia mi dicit... voor altvioolsolo (1999)
- Concerto Lirico voor orkest (1999)
- Il Diluvio (2000)[6]
- Concert voor saxofoon en orkest (opgedragen aan Olivier Sliepen, altsaxofonist van het Amstel Quartet)
- Chautari voor saxofoonkwartet, strijkkwartet en slagwerk
- Sphynx voor saxofoonkwartet, opgedragen aan het Amstel Quartet
- Glass Hymnody (2002), voor het honderdjarig bestaan van de Stedelijke Harmonie 'Aurora'.[7]
- Danses Rituelles voor altviool en piano (2004)
- Echoi (Canti e Capricci) voor sopraansaxofoon (2004), voor Olivier Sliepen.
- Metamorphosis I (2007) voor tenorsaxofoo nen slagwerk (opdracht van ensemble 'United Instruments of Lucilin', Luxembourg)
- Metamorphosis II (2007) voor twee trio's (trio I: fluit/piccolo, altsaxofoon, piano; trio II: viool, altviool en cello) (opdracht van ensemble 'United Instruments of Lucilin', Luxembourg)
- Gohatto (Symphonic Dance Drama for orchestra) (2008)
- Yokohama Concerto (pianoconcert)
- Acht Sonatines voor viool en piano (2009), opdracht voor de leerlingen van vioolpedagoog Evert Sillem